# Verucchio
Verucchio är en ort och kommun i provinsen Rimini i regionen Emilia-Romagna i Italien. Kommunen hade 10 036 invånare (2018).